# Felix Poletti
Felix Poletti (* 23. Juli 1965) ist ein ehemaliger Schweizer Skeletonfahrer.
Poletti vom Zürcher Bob-Club debütierte im Januar 1995 bei einem Skeleton-Weltcup-Rennen in Altenberg, wo er 27. wurde. Schon im folgenden Rennen in  Igls verbesserte er sich auf den elften Platz, im dritten Rennen kam er in Königssee als Neunter erstmals unter die besten zehn. Im selben Jahr nahm er in Lillehammer bei seinen ersten Skeleton-Weltmeisterschaften teil, wo er Zehnter wurde. In den folgenden Jahren erreichte Poletti immer wieder gute Platzierungen, wie einen dritten Platz in einem Weltcuprennen in La Plagne im Dezember 1997. Seine beste Weltcupsaison fuhr er 1996/96 als Siebter des Gesamtweltcups. Sein herausragendstes Ergebnis auf internationaler Bühne war der Gewinn der Bronzemedaille bei den Weltmeisterschaften 1998 in St. Moritz. 2002 nahm er an den erstmals seit 1948 wieder bei Olympischen Spielen ausgetragenen Skeletonwettkämpfen teil und wurde 16. 2003 beendete er seine internationale Karriere und wurde Trainer, doch tritt er noch bei Rennen um die Schweizer Meisterschaft an. Diese gewann er 1998, 1999 und 2001. 2000 und 2003 wurde er hinter Gregor Stähli Vizemeister, 2005 zudem Dritter.